# رودجر غراي
رودجر غراي (بالإنجليزية: Rodger Gray)‏ (6 مايو 1966 بنيوزيلندا - ) هو لاعب كرة قدم نيوزلندي في مركز الدفاع. شارك مع منتخب نيوزيلندا لكرة القدم. أما مع النوادي، فقد لعب مع نادي يونيفرستي ماونت ولينغتون وWaitakere City FC ‏.

## وصلات خارجية
- رودجر غراي على موقع الاتحاد الدولي (مؤرشف)  (الإنجليزية)
- رودجر غراي على موقع قاعدة بيانات كرة القدم.إي يو (الإنجليزية)
- رودجر غراي على موقع ناشيونال فوتبول تيمز (الإنجليزية)